# رافاييل سيرانو
رافاييل سيرانو (بالإسبانية: Rafael Serrano)‏ هو شخصية أعمال إسباني، ولد في 9 أغسطس 1966 في مدريد في إسبانيا.